# Amphitantulus harpiniacheres
Amphitantulus harpiniacheres är en kräftdjursart som beskrevs av Geoffrey Allen Boxshall och Wim Vader 1993. Amphitantulus harpiniacheres ingår i släktet Amphitantulus och familjen Deoterthridae. Inga underarter finns listade i Catalogue of Life.